# 3 Ninjas Kick Back (joc video)
3 Ninjas Kick Back este un joc video beat 'em up platformer pentru consolele Super NES, Sega Genesis/Mega Drive și Sega Mega-CD. Jocul a fost dezvoltat de Malibu Interactive, publicat de Sony Imagesoft și a fost lansat în 1994.
Jocul este bazat pe filmul cu același nume⁠(d).

## Poveste
Cu cincizeci de ani în urmă, maestrul samurai a luptat într-un turneu ninja pentru a câștiga un pumnal magic, care, împreună cu o veche sabie de samurai, este considerat a fi cheia pentru a debloca o peșteră secretă încărcată cu bogății. După câștigarea turneului și a pumnalului magic, acesta din urmă este furat de către rivalul maestrului, Koga. Deși maestrul căută în lung și-n lat, el nu-l găsește nici pe Koga, nici premiul sustras. Acum, prea bătrân pentru a continua căutarea, maestrul îi trimite pe cei trei tineri ucenici ai săi, tinerii frați ninja, Rocky, Colt și Tum-Tum, să-l ajute în recuperarea apreciatului pumnal.
După ce va fi returnat proprietarului de drept, pumnalul va fi din nou predat, de-a lungul generațiilor, câștigătorilor turneului ninja.

## Gameplay
În debutul jocului, jucătorul alege pe unul dintre cei trei frați ca persoanaj principal. Fiecare dintre personajele jucabile beneficiază de arme proprii, astfel: Rocky are un bo, Colt folosește o katana, și Tum-tum manuieste două sai-uri. Dușmanii constau în ninja rebeli ce lucrează pentru Koga, animale sălbatice (cum ar fi câini și lilieci), și pericole (cum ar fi bolovani în mișcare și piroane). Meniul jocului este o reprezentare digitală a posterului utilizat pentru filmul cu același nume.
Jocul are mai multe niveluri, fiecare alcătuit din mici zone. Jocul progresează prin rularea caracterului prin fiecare zonă, scopul fiind de a ajunge la celălalt capăt al nivelului. La sfârșitul fiecărui nivel, jucătorul trebuie să învingă un șef mai mic, iar la finalul jocului trebuie să-l învingă pe Koga. 

## Sistem
Jocul a fost publicat pe trei sisteme diferite: Sega Mega-CD, Sega Genesis și Super Nintendo Entertainment System. Varianta de Sega CD include un joc bonus: Hook.